# Philipp Haeuser
Philipp Haeuser (Kempte, 23 aprile 1876 – Augusta (Germania), 25 febbraio 1960) è stato un presbitero tedesco della Chiesa cattolica e sostenitore del nazionalsocialismo.

## Biografia
Nato il 23 aprile 1876 a Kempte, Haeuser frequentò il Carl-von-Linde-Gymnasium di Kempten fino al 1897 dopodiché entrò nel seminario Georgianum di Monaco nello stesso anno. Fu ordinato sacerdote il 20 luglio 1899. Dal 1º settembre 1900 al 31 dicembre 1909 fu prefetto degli studi presso il seminario di Neuburg an der Donau. Parallelamente alle sue attività ecclesiastiche, in questo periodo condusse ricerche sulla letteratura paleocristiana e il 7 luglio 1911 ottenne il dottorato in teologia presso l'Università Albert Ludwig di Friburgo. Nella sua dissertazione, Haeuser si concentrò sull'Epistola di Barnaba. Pubblicò in seguito altre opere teologiche, in cui le tendenze antisemite erano ripetutamente evidenti. Dal 1928 si occupò della traduzione della Storia ecclesiastica di Eusebio di Cesarea, data alle stampe nel 1932. La traduzione di Haeuser è ancora oggi considerata un'opera di riferimento.
Allo stesso tempo, Haeuser fu politicamente attivo nello schieramento conservatore di destra e nazionalista tedesco. Nel 1921 pubblicò l'opuscolo Wir deutschen Katholiken und die moderne revolutionäre Bewegung oder Los vom Opportunismus und zurück zur Prinzipientreue (Regensburg, Manz-Verlag), in cui cercò di combinare il cattolicesimo politico con idee antisemite e nazionaliste di destra. Haeuser si sentiva sempre più attratto dal nazionalsocialismo e da Adolf Hitler anche durante gli anni del suo lavoro accademico. Dal 1931, Haeuser scrisse regolarmente per l'NS-Landpost con lo pseudonimo di "Siegfried". Tuttavia, il suo atteggiamento nazionalsocialista e sempre più anticattolico lo portò sempre più in conflitto con i vertici della Chiesa. Il cardinale Michael von Faulhaber, in particolare, criticò Haeuser, gli vietò di parlare e tentò più volte di procurargli una scomunica. Tuttavia, l'amico studente di Haeuser, il futuro vescovo ausiliare Franz Xaver Eberle, riuscì a impedirlo. Joseph Kumpfmüller vietò ad Haeuser di parlare alle riunioni nazionalsocialiste. Nella stampa cattolica, la decisione di Kumpfmüller fu giustificata con le seguenti parole: 
(Ein Entgleister, in Badischer Beobachter, 1. Februar 1931, S. 4)
Haeuser, ancora convinto nazionalsocialista, cercò di diventare membro del NSDAP dopo la presa del potere e cercò quindi un contatto con Rudolf Hess. Quest'ultimo, tuttavia, gli consigliò di trattenersi per il momento, per rispetto nei confronti della leadership della Chiesa cattolica. Invece di aderire al partito, Haeuser fu invitato come ospite d'onore al Congresso del Partito del Reich di Norimberga nel 1939, dove ricevette personalmente la "Medaglia d'argento" da Hitler.
Durante il periodo nazista, Haeuser pubblicò altri scritti che reinterpretavano i motivi cristiani in termini nazionalsocialisti, ad esempio in Der Kämpfer Jesus. Für suchenende und ringende deutsche Menschen (sotto lo pseudonimo di P. Willibald; Schöberl-Verlag, Stoccarda 1937), dove perverte il ruolo di Gesù ritraendolo non come agnello venuto per portare la pace, ma come combattente nazionalista.
Dopo la fine della guerra, gli scritti di Haeuser Jud und Christ oder Wem gebührt die Weltherrschaft? (Verlagsanstalt vorm. G. J. Manz, Regensburg 1923) e Kampfgeist gegen Pharisäertum (Franz-Eher-Verlag, Monaco di Baviera 1931) furono inseriti nella lista della letteratura proibita nella zona di occupazione sovietica.